# 1993-as Formula–1 portugál nagydíj
A portugál nagydíj volt az 1993-as Formula–1 világbajnokság tizennegyedik futama.

## Futam
Estorilban a Williamsek megszerezték az első rajtsort, ezúttal Hillé lett a pole-pozíció Prost előtt. Häkkinen meglepetésre Senna elé, a harmadik helyre kvalifikálta magát. Hill a felvezető körön a rajtrácson ragadt, ezért a megismételt rajtnál a mezőny végéről kellett rajtolnia. A rajtot követően Alesi állt az élre, mögötte Senna, Häkkinen, Prost és Schumacher haladt. A 20. körben Senna kiesett motorhiba miatt. A Williamsek és Schumacher az egykiállásos stratégiát választották a McLarenekkel és a Ferrarikkal szemben. A 33. körben Häkkinen a falnak csapódott, 3 körrel később Berger felfüggesztése ment tönkre. A boxkiállásokat követően Schumacher állt az élre és győzött. Prost megelégedett a második helyével, mivel ezzel is bebiztosította negyedik bajnoki címét. Hill harmadik, Alesi negyedik lett.
| Helyezés | #  | Versenyző            | Csapat/Motor          | Körök | Idő/Kiesés oka | Rajthely | Pontszám |
| -------- | -- | -------------------- | --------------------- | ----- | -------------- | -------- | -------- |
| 1        | 5  | Michael Schumacher   | Benetton-Ford         | 71    | 1:32:46,309    | 6        | 10       |
| 2        | 2  | Alain Prost          | Williams-Renault      | 71    | +0,982         | 2        | 6        |
| 3        | 0  | Damon Hill           | Williams-Renault      | 71    | +8,206         | 1        | 4        |
| 4        | 27 | Jean Alesi           | Ferrari               | 71    | +1:07,605      | 5        | 3        |
| 5        | 29 | Karl Wendlinger      | Sauber                | 70    | +1 kör         | 13       | 2        |
| 6        | 25 | Martin Brundle       | Ligier-Renault        | 70    | +1 kör         | 11       | 1        |
| 7        | 30 | Jyrki Järvilehto     | Sauber                | 69    | +2 kör         | 12       |          |
| 8        | 24 | Pierluigi Martini    | Minardi-Ford          | 69    | +2 kör         | 19       |          |
| 9        | 23 | Christian Fittipaldi | Minardi-Ford          | 69    | +2 kör         | 24       |          |
| 10       | 19 | Philippe Alliot      | Larrousse-Lamborghini | 69    | +2 kör         | 20       |          |
| 11       | 20 | Érik Comas           | Larrousse-Lamborghini | 68    | +3 kör         | 22       |          |
| 12       | 4  | Andrea de Cesaris    | Tyrrell-Yamaha        | 68    | +3 kör         | 17       |          |
| 13       | 14 | Rubens Barrichello   | Jordan-Hart           | 68    | +3 kör         | 15       |          |
| 14       | 22 | Luca Badoer          | Lola-Ferrari          | 68    | +3 kör         | 26       |          |
| 15       | 9  | Derek Warwick        | Footwork-Mugen-Honda  | 63    | Baleset        | 9        |          |
| 16       | 6  | Riccardo Patrese     | Benetton-Ford         | 63    | Baleset        | 7        |          |
| Kiesett  | 11 | Pedro Lamy           | Lotus-Ford            | 61    | Kicsúszás      | 18       |          |
| Kiesett  | 12 | Johnny Herbert       | Lotus-Ford            | 60    | Kicsúszás      | 14       |          |
| Kiesett  | 26 | Mark Blundell        | Ligier-Renault        | 51    | Baleset        | 10       |          |
| Kiesett  | 21 | Michele Alboreto     | Lola-Ferrari          | 38    | Váltó          | 25       |          |
| Kiesett  | 28 | Gerhard Berger       | Ferrari               | 35    | Baleset        | 8        |          |
| Kiesett  | 11 | Mika Häkkinen        | McLaren-Ford          | 32    | Kicsúszás      | 3        |          |
| Kiesett  | 10 | Szuzuki Aguri        | Footwork-Mugen-Honda  | 27    | Váltó          | 16       |          |
| Kiesett  | 8  | Ayrton Senna         | McLaren-Ford          | 19    | Motorhiba      | 4        |          |
| Kiesett  | 3  | Katajama Ukjó        | Tyrrell-Yamaha        | 12    | Kicsúszás      | 21       |          |
| Kiesett  | 15 | Emanuele Naspetti    | Jordan-Hart           | 8     | Motorhiba      | 23       |          |

## A világbajnokság élmezőnyének állása a verseny után
| H  | Versenyzők         | Pont | H  | Konstruktőrök    | Pont |
| -- | ------------------ | ---- | -- | ---------------- | ---- |
| 1. | Alain Prost        | 87   | 1. | Williams-Renault | 149  |
| 2. | Damon Hill         | 62   | 2. | Benetton-Ford    | 72   |
| 3. | Ayrton Senna       | 53   | 3. | McLaren-Ford     | 60   |
| 4. | Michael Schumacher | 52   | 4. | Ferrari          | 23   |
| 5. | Riccardo Patrese   | 20   | 5. | Ligier-Renault   | 22   |

## Statisztikák
Vezető helyen:
- Jean Alesi: 19 (1-19)
- Alain Prost: 10 (20-29)
- Michael Schumacher: 42 (30-71)

Michael Schumacher 2. győzelme, Damon Hill 2. pole-pozíciója, 3. leggyorsabb köre.
- Benetton 7. győzelme.

Alain Prost 200. versenye.